# Staythorpe
Staythorpe is een civil parish in het bestuurlijke gebied Newark and Sherwood, in het Engelse graafschap Nottinghamshire. In 2001 telde het dorp 85 inwoners. Staythorpe komt in het Domesday Book (1086) voor als Startorp.